# Luiz Paulo Hilário Dodô
Luiz Paulo Hilário Dodô (Rio de Janeiro, 16. listopada 1987.) je brazilski nogometaš i igrač grčkog AEL-a.

## Karijera
Karijeru je počeo u niželigaškim brazilskim ligama točnije u FC Juventus Ltda., dok ga nije bratić i tadašnji hrvatski reprezentativac Eduardo da Silva doveo u Inter iz Zaprešića.
U polusezoni sezone 2008./09. Dodô je primljen na probu u Inter. Tamo se iskazao te je ubrzo postao dijelom prve momčadi. Prve korake napravio je na dvoranskom prvenstvu gdje je zablistao u utakmicama protiv Dinama, Hajduka i Zagreba.
Prvu utakmicu u 1. HNL odigrao je 8. ožujka 2009. godine protiv Slaven Belupa koju je Inter izgubio 1:0. Prve zgoditke u 1. HNL postigao je u dvoboju 10. svibnja, 2009. protiv slabašne Croatie iz Sesveta, i to dva u pobijedi 3:0.
U posljednjem kolu lige 31. svibnja, 2009. protiv treće Rijeke Dodô je u potpunosti zablistao i zabio prvi hatt-trick. Na toj utakmici bio je i njegov najbolji prijatelj Eduardo kojem je posvetio prvi gol na toj utakmici. Nakon te utakmice u intervjuu izjavio je kako očekuje da će jednoga dana biti kao Eduardo i otići u neki veći klub, ali se prvo želi iskazati u Hrvatskoj.
2010. godine prelazi u zagrebački Dinamo. Početkom 2011. godine odlazi na posudbu u Lokomotivu. u 2011. prelazi u Gabala FK.

## Privatni život
Napustio je obitelj u Brazilu s dvadeset i jednom godinom i preselio u Hrvatsku u Zaprešić pored Zagreba. 

## Vanjske poveznice
- Dodo na Inter Zaprešićkim službenim stranicama  Arhivirana inačica izvorne stranice od 30. lipnja 2012. (Wayback Machine)
- Dodova statistika na Sportnet.hr  Arhivirana inačica izvorne stranice od 15. lipnja 2009. (Wayback Machine)
- Net statistika[neaktivna poveznica]
- HNL statistika